# 維克托·戈利科夫
维克多·安德烈耶维奇·戈利科夫（俄语：Виктор Андреевич Голиков，1914年2月12日—1997年4月27日），苏联领导人列昂尼德·伊里奇·勃列日涅夫的助理秘书。